# Dorcadion drusoides
Dorcadion drusoides là một loài bọ cánh cứng trong họ Cerambycidae.